# Ramkvilla församling
Ramkvilla församling var en församling i Växjö stift och Vetlanda kommun. Den 1 januari 2010 uppgick församlingen i Lannaskede församling.
Församlingskyrka var Ramkvilla kyrka.

## Administrativ historik
Församlingen har medeltida ursprung.
Församlingen införlivade efter 1565 Skärbäcks församling och var därefter annexförsamling i pastoratet Fröderyd, Ramkvilla och Bäckaby, vilket 1962 utökades med Skepperstads församling. Från 1992 var den annexförsamling i pastoratet  Lannaskede, Ramkvilla, Fröderyd, Bäckaby och Myresjö. Den 1 januari 2010 uppgick församlingen i Lannaskede församling.
Församlingskod var 068507.